# ناير ألميدا
ناير ألميدا (بالبرتغالية: Nair Almeida) مواليد 23 يناير 1984 في أنغولا، هي لاعبة كرة يد أنغولية سابقة. مثلت منتخب أنغولا لكرة اليد للسيدات. شاركت في دورة الألعاب الأولمبية الصيفية سنة 2004.

## سجل المنافسة
شاركت في البطولات التالية:
- الألعاب الأولمبية الصيفية 2004
- الألعاب الأولمبية الصيفية 2008
- الألعاب الأولمبية الصيفية 2012
- بطولة العالم لكرة اليد للسيدات 2011

## روابط خارجية
- ناير ألميدا على موقع اللجنة الأولمبية الدولية (الإنجليزية)
- ناير ألميدا على موقع أوليمبيديا (الإنجليزية)